# Sonari
Sonari è una suddivisione dell'India, classificata come municipal board, capoluogo del distretto di Charaideo, nello stato federato dell'Assam. In base al numero di abitanti la città rientra nella classe IV (da 10.000 a 19.999 persone).

## Geografia fisica
La città è situata a 27° 4' 0 N e 95° 1' 60 E e ha un'altitudine di 96 m s.l.m..

## Società

### Evoluzione demografica
Al censimento del 2001 la popolazione di Sonari assommava a 17.430 persone, delle quali 9.526 maschi e 7.904 femmine. I bambini di età inferiore o uguale ai sei anni assommavano a 2.063, dei quali 1.047 maschi e 1.016 femmine. Infine, coloro che erano in grado di saper almeno leggere e scrivere erano 13.248, dei quali 7.572 maschi e 5.676 femmine.